# Херр, Труде
Труде Херр (нем. Trude Herr, 4 мая 1927 года в Кёльне, Германия — 16 марта 1991 года в Лорисе, Прованс — Альпы — Лазурный Берег, Франция) — немецкая киноактриса, певица и владелица театра. Она работала артисткой в Германии с начала 1960-х годов и до выхода на пенсию.

## Биография
Труде Херр родилась в кельнском районе Кальк, выросла в городском районе Мюльхайм и училась там в школе. Ее отец Роберт Херр был машинистом локомотива и долгое время находился в заключении из-за членства в Коммунистической партии; позже его отправили в концентрационный лагерь. Ему она посвятила свою песню «Папа», в которой поблагодарила отца за уделенное ей время; она исполнила ее в 1961 году на его похоронах. Сама она была членом Социал-демократической партии Германии. В 1933 году она пошла в начальную школу в Кельне-Мюльхайме, после чего работала в пекарне. Поскольку квартира семьи Херр была разрушена бомбардировками в 1943 году, они два года жили в общине Эверсбах в федеральной земле Гессен.
Там она работала машинисткой в городской администрации Дилленбурга, где ее называли «Тутти» и в шутку «дат Пуммель» из-за ее полной фигуры. В 1946 году она стала статисткой в Ахенском театре «Вандербюне», а с 1948 года она получала второстепенные роли в Кельнском театре Милловича.

## Карьера
В театре Милловича она сыграла свою первую главную роль в записанной для телевидения комедии 1955 года «Проданный дедушка» вместе с Вилли Милловичем, Эльзой Шольтен, Францем Шнайдером и другими. В 1949 году она и ее друг и наставник Густав Шеллхардт основали «Кельнскую люстшпильбюне», существование которой, однако, было недолгим. На протяжении всей своей жизни она гордилась этим проектом и неоднократно упоминала о нем в интервью для прессы. После его банкротства Труде Херр работала с 1949 по 1954 год барменшей в гей-баре «Барберина» (Hohes Tor).
Начиная с 1954 года она снова и снова выступала на карнавалах в различных клубах Кельна в качестве Büttenrednerin (карнавальный комедийный оратор) и всегда получала громкие аплодисменты. В своих выступлениях она следовала стилю известной певицы варьете и ревю 1920-х годов Грете Ривер. Талант Труде Херр обнаружил Вилли Шефферс, руководитель кабаре Tingel-Tangel, который пригласил её в Берлин в 1958 году. С немецкой версией американской песни «Percolator» (1958) под названием «Ich will keine Schokolade (ich will lieber einen Mann)» (с нем. — «Я не хочу шоколада (я бы предпочла мужчину)») она достигла 18-го места в немецких чартах хитов. Немецкий текст песни был написан Карлом-Ульрихом Блехером. Херр исполнила эту песню в популярном немецком фильме «Марина» (где она сыграла Труде Пиппес). Премьера фильма состоялась 19 августа 1960 года, в него вошло 15 хитов, что помогло Херр добиться прорыва в 1960 году.
После этого она снялась более чем в 30 фильмах, много раз появлялась в телевизионных программах и добилась успеха в жанре немецкого шлягера. В августе 1964 года она совершила пятимесячное путешествие по государствам Сахары, где в 1969 году встретила тунисского туарега Ахмеда М’Барека. Он сопровождал ее обратно в Германию, где они поженились; брак продлился до 1976 года. Со своим собственным ансамблем она успешно выступала в театре Миловича; с 16 сентября 1970 года она радовала зрителей в «Перл Анне», а с 21 сентября 1972 года в «Семье Пютц».
9 сентября 1977 года она открыла свой народный театр «Theater im Vringsveedel» на Северинштрассе в Кёльне. Там она хотела создать популярную альтернативу устоявшемуся театру Милловича. С большим количеством кельнского юмора и кельнской сентиментальности, украшенной дозой вульгарности, она написала и сыграла в таких пьесах, как Die Kölsche Geisha (1977), Der Hausmann and Massage Salon Denz (1979), Drei Glas Kölsch (1980), Scheidung Auf Kölsch (1981), Der Prophet (1985) и, её последняя пьеса, Der zweite Frühling (1986). Ее партнером по сцене в это время был Ганс Кюнстер. Представления давались только с сентября по конец декабря, в остальное время театр сдавался в аренду или был закрыт. Без муниципальных субсидий, которые она тщетно запрашивала в 1977 и 1982 годах, театр постоянно находился в плохом финансовом положении. Очень высокий уровень посещаемости в 97 % также не изменил этого — фиксированные расходы, включая 21 сотрудника, были слишком высоки. Несмотря на то, что это был один из самых посещаемых театров в Северном Рейне-Вестфалии, а также из-за растущих проблем со здоровьем, она прекратила театральный эксперимент 27 февраля 1986 года.
В перерывах между театральными постановками она работала в телевизионной постановке WDR Fernsehen «Schöne Bescherung», которая вышла в эфир в декабре 1983 года. С октября 1986 года по январь 1987 года в «Info Studios» в Монхайме-на-Рейне с продюсером Томасом Брюком она записала свой альбом на немецком языке Ich sage was ich meine (с нем. — «Я говорю то, что имею в виду»), некоторые песни из которого обрели международную популярность. Меланхоличная песня «Niemals geht man so ganz» (с нем. — «Ты никогда не уходишь навсегда»), которую она интерпретировала с Вольфгангом Нидекеном (BAP) и Томми Энгелем (Bläck Fööss), стала ее последним большим успехом; она достигла 20-го места в немецких чартах в августе 1986 года.

## Последние годы
После шести серьезных операций на шее и ногах она переехала на Фиджи в 1987 году по состоянию здоровья и поселилась недалеко от столицы Сувы. В 1988 году она получила Крест за заслуги перед Федеративной Республикой Германия. В том же году она появилась в своем последнем телевизионном интервью с Гюнтером Яухом.

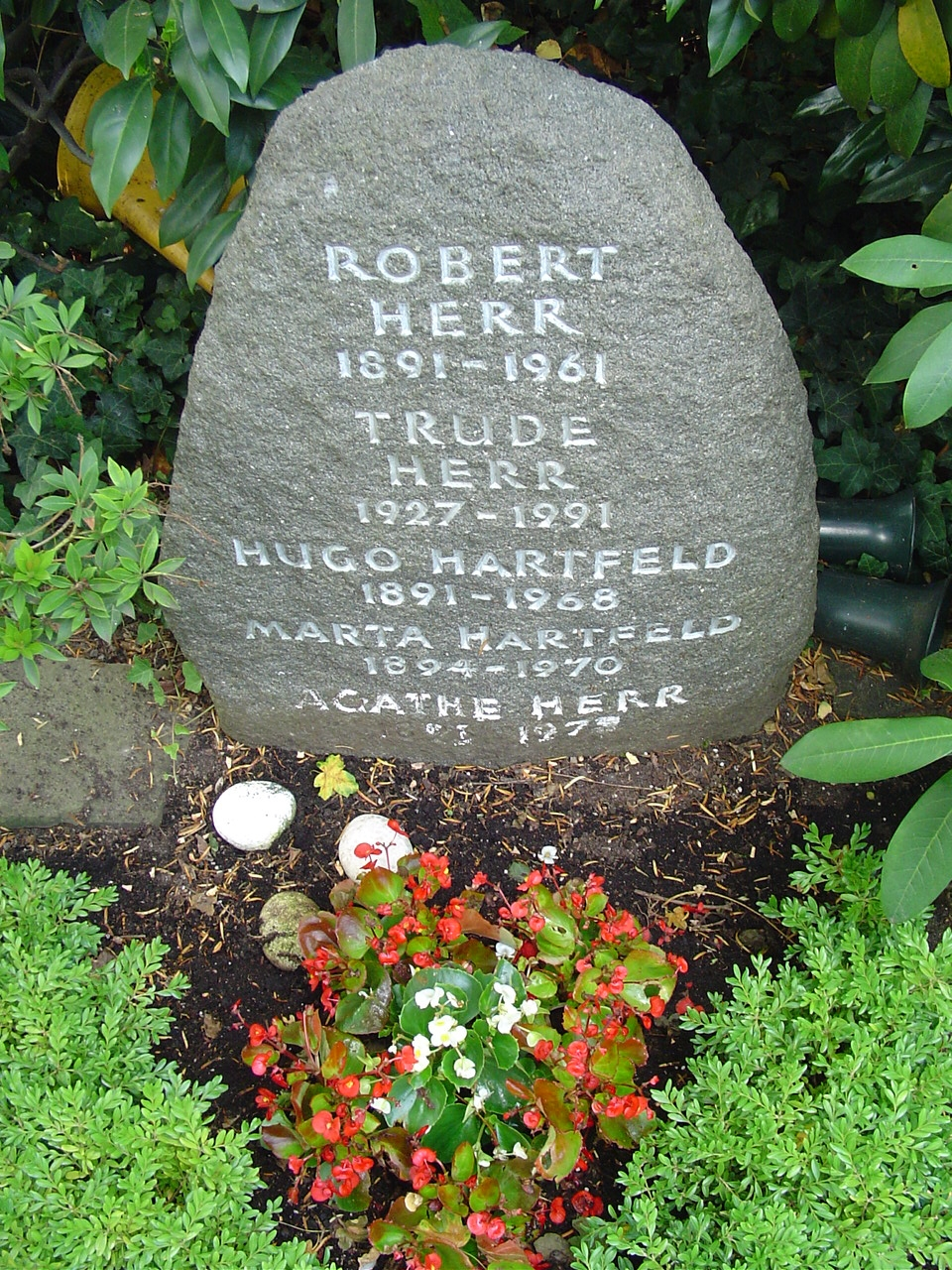
Могила Херр на кёльнском Северном кладбище

В январе 1991 года она вернулась с Самуэлем Бавеси, своим партнером, из Фиджи в Кельн. В феврале 1991 года она переехала в Лорис, небольшую деревню в Воклюзе, Прованс-Альпы-Лазурный берег на юге Франции, где она умерла от сердечной недостаточности 16 марта 1991 года. Она была похоронена на Северном кладбище в Кельне (Kölner Nordfriedhof).